# Shaochilong
Shaochilong là một chi khủng long, được Brusatte Benson Chure Xu X. C. Sullivan & Hone mô tả khoa học năm 2009.